# Waiting for Your Letter
Waiting for Your Letter è un EP del cantautore statunitense Cary Brothers, pubblicato nel 2005.

## Tracce
1. Ride – 3:15
2. Waiting for Your Letter – 2:30
3. Loneliest Girl in the World – 3:04
4. Wasted One – 4:45
5. Forget About You – 4:09

## Formazione
- Cary Brothers - basso, chitarra, voce
- Chad Fischer - batteria, tastiere, missaggio
- Evan Frankfort - missaggio
- Joshua Radin - cori